# 單身啪啪啪
是一部2016年美國的浪漫喜劇。由基斯頓·迪他執導、艾比·科漢和馬克·施瓦斯登編劇，並根據利茲·圖茲諾的同名小說改編。電影由達珂塔·強生、莉寶·韋遜、愛麗遜·巴妮和萊絲莉·曼領銜主演。
該片由華納兄弟安排於2016年2月12日於美國上映。

## 劇情
故事敘述幾位單身女性在大都市洪流中，為了讓自己不再迷失，或積極尋找，或莽莽撞撞，或遮掩傷口了事......
艾莉絲（達珂塔·強生 飾）對交往多年的單一關係感到迷惘，為了重新認識自己，選擇與男友喬許（尼古拉斯·布朗 飾）暫時分開，搬到紐約市當律師助理。這段期間，艾莉絲與她的產科醫生姐姐梅格（萊絲莉·曼 飾）同住。梅格拒絕與嬰兒有任何形式的關係。很快，艾莉絲跟狂野的同事羅蘋(莉寶·韋遜 飾）和調酒師湯姆（安德斯·荷姆 飾）成為朋友。羅蘋十分喜歡參加派對和一夜情。湯姆是個浪子，與不同女性有關係。露西（愛麗遜·巴妮 飾）因使用湯姆酒吧的免費WIFI時認識了湯姆，她在不同的交友網站尋找另一半。
經過一些波折，艾莉絲決定與喬許見面，並準備跟他復合。但事情並不順利，喬許直言他遇到另一個女人，因此回絕了艾莉絲。同時，梅格改變了心態，決定透過精子捐獻者來得到孩子。在植入手術後不久，梅格在艾莉絲的公司聖誕派對上意外地與公司的接待員肯（傑克·拉齊 飾）認識並展開一段感情，而梅格隱瞞了自己已懷孕的事。
回到湯姆的酒吧，露西有一連串很糟的約會。湯姆見證了這一點，他意識到自己對露西有感覺。當姐姐開始發展她自己的關係，艾莉絲依然思念著喬許。為了試圖把自己逃出情傷的困局，艾莉絲參加校友會的活動，在那裡她遇見一名叫大衛（迪蒙·瓦恩二世 飾）的男人。而露西跟一個叫保羅（科林·約斯特 飾）的人開始了一段關係，當她到大中央總站送他乘火車時，保羅透露了其實他也跟其他人約會，並認為露西也是，最後保羅拋下她離開。心情糟透的露西在書店讀兒童故事時，因情緒崩潰開時語無倫次時，同樣在書店工作的喬治（積森·曼托克斯 飾）及時援助，二人因此巧妙地開始交往。
艾莉絲與羅蘋出席喬許的派對，艾莉絲見到喬許與他的新女友出雙入對而感到失落。她獨自離開，又遇見了大衛，兩人到大衛的秘密地點欣賞燦爛的洛克菲勒聖誕樹。艾莉絲感謝大衛，他們開始交往。三個月後，艾莉絲在大衛的家中跟大衛的女兒菲比獨處，菲比哼唱了母親曾經對她唱的一首歌，艾莉絲知道那是《Can't Take My Eyes Off You》，兩人一起合唱，此時大衛到來，感到十分受傷，因為這首歌對他們深具意義。大衛的妻子於兩年前去世，而大衛以"女兒還未準備好"當藉口封閉內心，拒絕和任何人談論亡妻。艾利絲希望大衛打開心門傾訴，大衛卻要求兩人到此為止。
在聖帕特里克節的時候，艾莉絲偶然遇到喬許和他的父母，他表現得又驚又喜。露西來到湯姆的酒吧派對，向他展示狂野的應景服裝，並介紹喬治給湯姆認識。湯姆感到失落，他邀請艾莉絲一起喝醉。兩人談論著他們對喬許和露西的沮喪感覺，最終睡在一起，試圖讓自己分心。同時，肯發現梅格懷孕了，但他卻渴望幫她撫養孩子。梅格擔心他不是真正的承諾，因此跟他結束了關係。
後來，在艾莉絲的生日派對上，羅蘋背著艾莉絲邀請喬許、湯姆和大衛出席，因為她認為事情會很有趣。艾莉絲很不滿而跟羅蘋吵架，羅蘋點出艾利絲總為男人暈頭轉向，兩人不歡而散。湯姆在露西秀出婚戒時向她表白，露西幽默地拒絕了湯姆但恭喜他的心終於有了感情萌芽，喬治則私下警告他離露西遠一點。喝醉的喬許在樓梯間找到心情低落的艾莉絲並誘惑她，二人情到濃時，本以為能復合而感到喜悅的艾莉絲猛然得知他跟別人訂婚了，找上自己是因為喬許想上床最後一次做個了結，艾莉絲終於承認自己總是迎合男人而載浮載沉，從未好好做自己，她真心恭賀喬許並道別，坐上計程車要返家，此時羅蘋跳上擋風玻璃攔車，因為梅格要生了。姊妹倆人在羅蘋幫助下終於抵達醫院，梅格順利誕下女嬰。肯出現並說服梅格重新接受自己。艾莉絲不再一心尋覓愛情，努力過好獨立充實的單身生活，之後與羅蘋和好。
艾莉絲獨自思考單身生活的意義，湯姆修理好了之前為了約砲刻意斷水的自來水管道，梅格與肯有了他們的家，羅蘋繼續派對人生，露西和喬治結婚，大衛終於願意和菲比談她的母親。最後，艾莉絲獨自來到大峽谷健行，當她看到太陽的昏黃，似乎那問題也了然於心了。

## 主要演員
- 達珂塔·強生 飾 艾莉絲（Alice Kepley）
- 萊絲莉·曼 飾 梅格（Meg Kepley）
- 莉寶·韋遜 飾 羅蘋（Robin）
- 愛麗遜·巴妮 飾 露西（Lucy）
- 尼古拉斯·布朗[3] 飾 喬許（Josh）
- 積森·曼托克斯[3] 飾 喬治（George）
- 迪蒙·瓦恩二世[4] 飾 大衛（David Stone）
- 科林·約斯特 飾 保羅（Paul）
- 傑克·拉齊 飾 肯（Ken）
- 安德斯·荷姆 飾 湯姆（Tom）
- 尼克·貝特曼 飾

## 製作
2008年，新線影業和花王影業買下由作者利茲·圖茲諾同名小說編排為電影發行權，而艾比·科漢（Abby Kohn）和馬克·施瓦斯登安排起用小說。2011年3月15日，茱兒·芭莉摩公布落實了拍攝浪漫喜劇電影。2013年12月17日，新線影業也起用由《真愛繞圈圈》導演基斯頓·迪他拍攝該片，而芭莉摩、祖諾、霍士和華納兄弟也參與該片項目。
莉莉·柯林斯在2014年2月24日商討參與該片演出，但她最後未參與演出，爱丽森·布里在2014年6月19日同意參演，其後達珂塔·強生、瑞贝尔·威尔森和莱斯利·曼恩也同意在2015年1月29日參演 。迪蒙·瓦恩二世在2015年3月6日同意參演，而尼古拉斯·布恩和積森·曼托克斯也同意在2015年4月14日演出，他們會各施各法地陪玩一份。此外，安達斯·漢姆和科林·祖斯特 也參演 。

## 拍攝
該片在2015年4月20日於位於紐約市進行拍攝，直至2015年8月15日完成拍攝。

## 發行
該片則在2016年2月12日於美國上映，台灣，和港澳分別2016年2月8日和2016年2月18日。

## 評價
該影片評價反應各異，其中爛蕃茄新鮮度50%，基於131條評論，平均得分5.2/10。Metacritic評分為52分，IMDB得分6.1，至於CinemaScore評級為B級。
香港和大中華方面，《太陽報》筆名作者「畢大河」評論指出：「導演Christian Ditter處理前半部較散亂，導致Alice的角色鋪排不夠細緻入味，至下半部才較為踏實，Alice徘徊在三個男人之間：酒吧老闆、富商及前男友，最後發現深愛的是前男友，可惜男方已與新歡訂婚，後悔莫及。片末Alice成長了，學懂照顧自己，例如拉開裙子背後的拉鏈，完場前一個人走到大峽谷，尋找真正的自我。不過導演花過多篇幅描寫Alice的性愛，破壞了她的性格，縱使狄高達漂亮迷人，在劇力薄弱下亦難以動人。」和「反觀Alice家姐的單身生活有趣實在，任婦科醫生的她長期催眠自己要單身，於是借精子生仔，證明不需要男人也可以獨立生存，懷孕期間遇到比她年輕的真愛，卻擔心與對方不能長久，而沒有坦白懷孕一事，因此發生誤會。不過，最終兩人愛情如魚得水，與出生的女兒過得幸福美滿！」可以顯示得未盡如意。而《明報周刊》評論也同樣未盡如意。

## 外部連結
- 官方网站
- 互联网电影数据库（IMDb）上《單身啪啪啪》的资料（英文）
- Box Office Mojo上《單身啪啪啪》的資料（英文）
- 爛番茄上《單身啪啪啪》的資料（英文）
- Metacritic上《單身啪啪啪》的資料（英文）
- AllMovie上《單身啪啪啪》的资料（英文）
- 開眼電影網上《單身啪啪啪》的資料（繁體中文）
- 时光网上《單身啪啪啪》的資料（简体中文）
- 豆瓣电影上《單身啪啪啪》的資料 （简体中文）